# Danmarks Busmuseum
Danmarks Busmuseum er et dansk transportmuseum i Skælskør på Vestsjælland. Samlingen består af effekter, plancher, billeder, tekster der fortæller en historie, rutebil- og bushistorien i Danmark. Den ældste bus i samlingen er en Chevrolet fra 1931, og den går helt frem til 2000. I 2017 modtog museet en større samling fra Busbevarelsesgruppen Danmark.
I 2018 havde museet 54 rutebiler, hvoraf en række af dem udlejes.
Danmarks Busmuseum drives af Bushistorisk Selskab, der har eksisteret siden 1994, og de overdrog 45 busser til museet ved åbningen den 1. juli 2016.
Museet er åbent hver dag fra juni til august og i efterårsferien og derudover i weekenderne.